# Dabo (Moselle)
Dabo település Franciaországban, Moselle megyében. Lakosainak száma 2367 fő (2022. január 1.). Dabo Guntzviller, Harreberg, Haselbourg, Hommert, Plaine-de-Walsch, Wangenbourg-Engenthal, Haegen, Troisfontaines, Oberhaslach, Walscheid és Reinhardsmunster községekkel határos.

## Népesség
A település népességének változása:
| Lakosok száma | 3008 | 2913 | 2789 | 2663 | 2605 | 2538 | 2522 | 2430 | 2384 | 2367 |
|               | 1968 | 1982 | 1990 | 2006 | 2013 | 2015 | 2017 | 2019 | 2020 | 2022 |